# Mantis

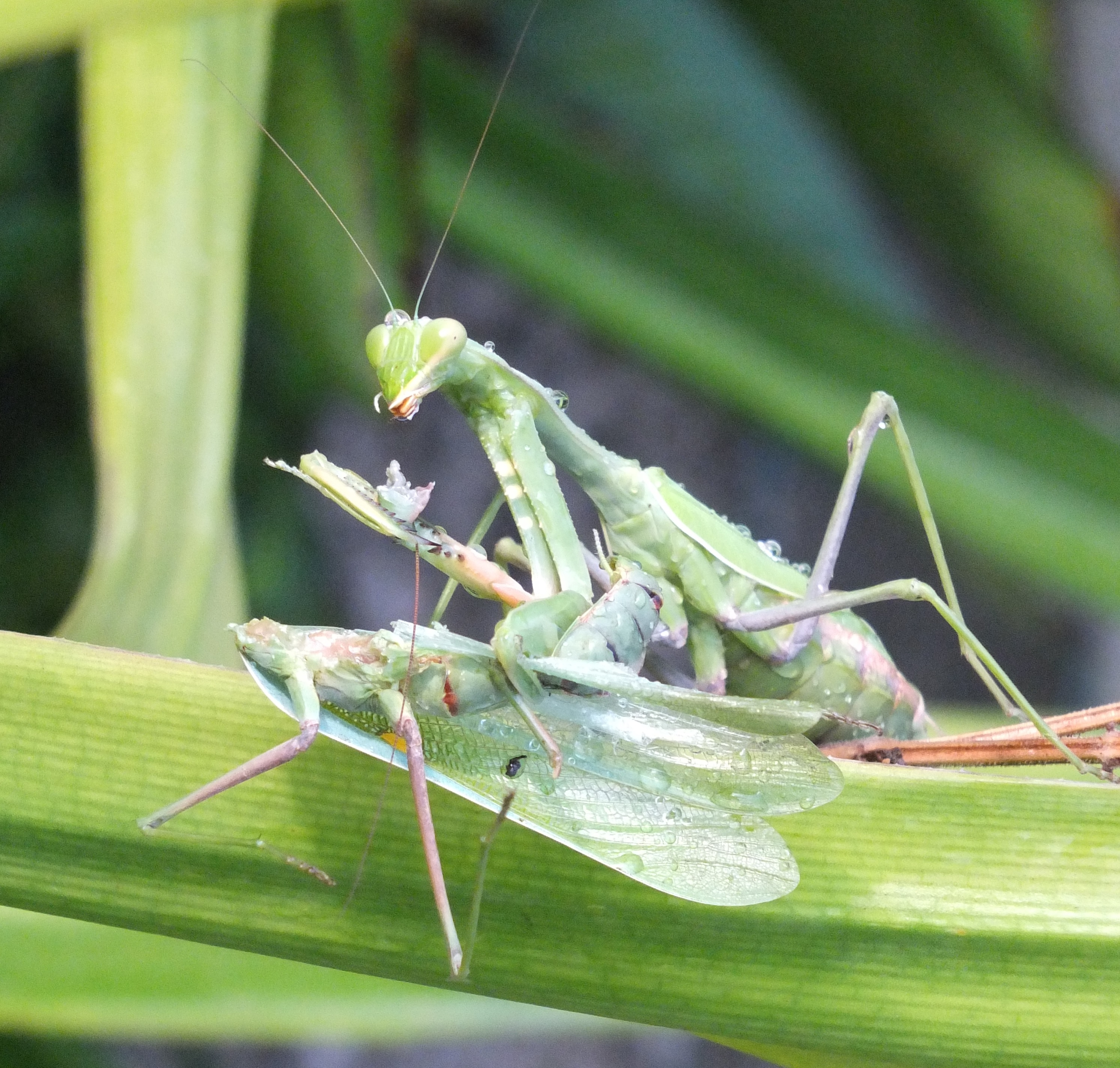
Hembra devorando al macho tras el apareamiento.

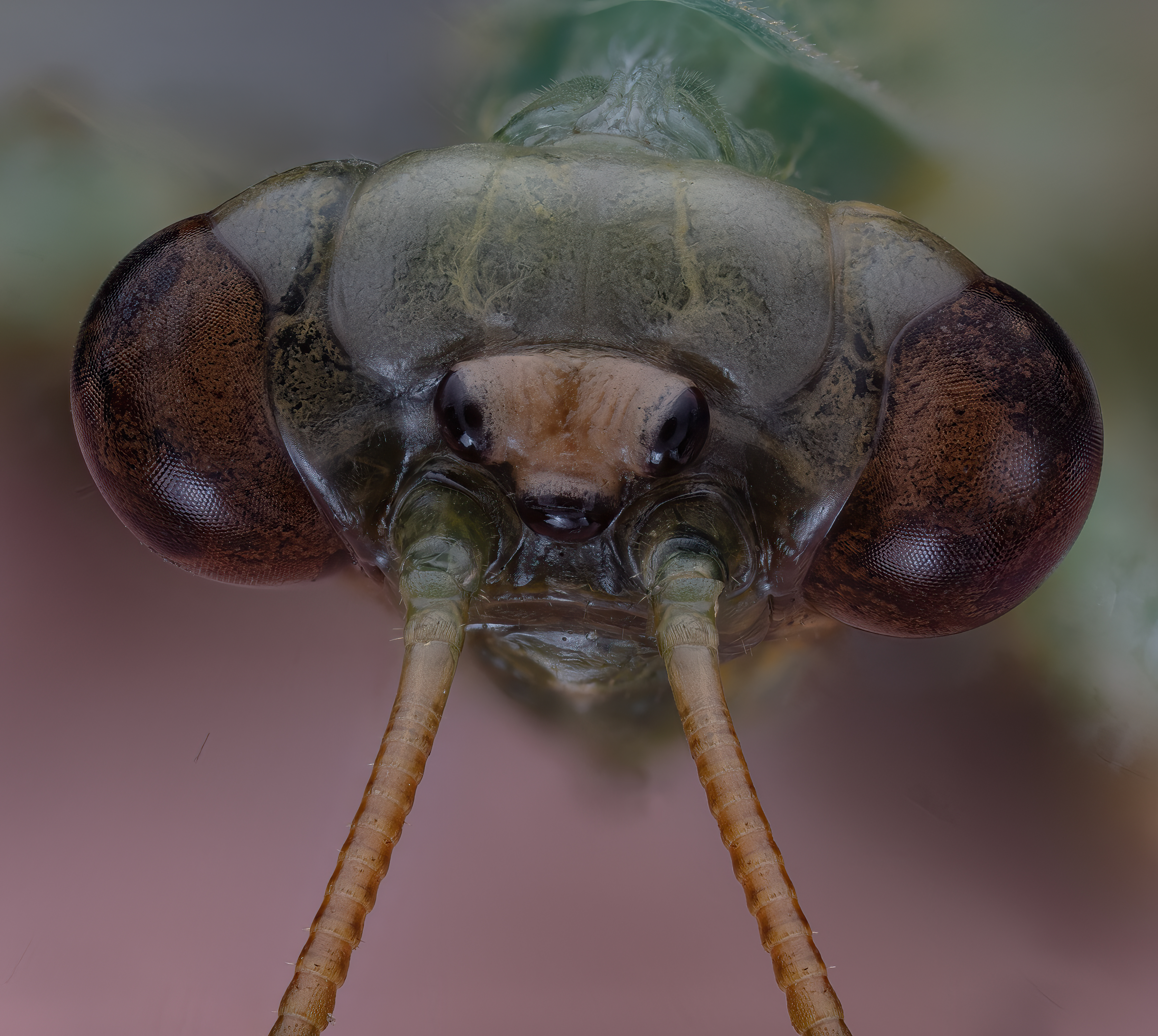
Cabeza de mantis religiosa

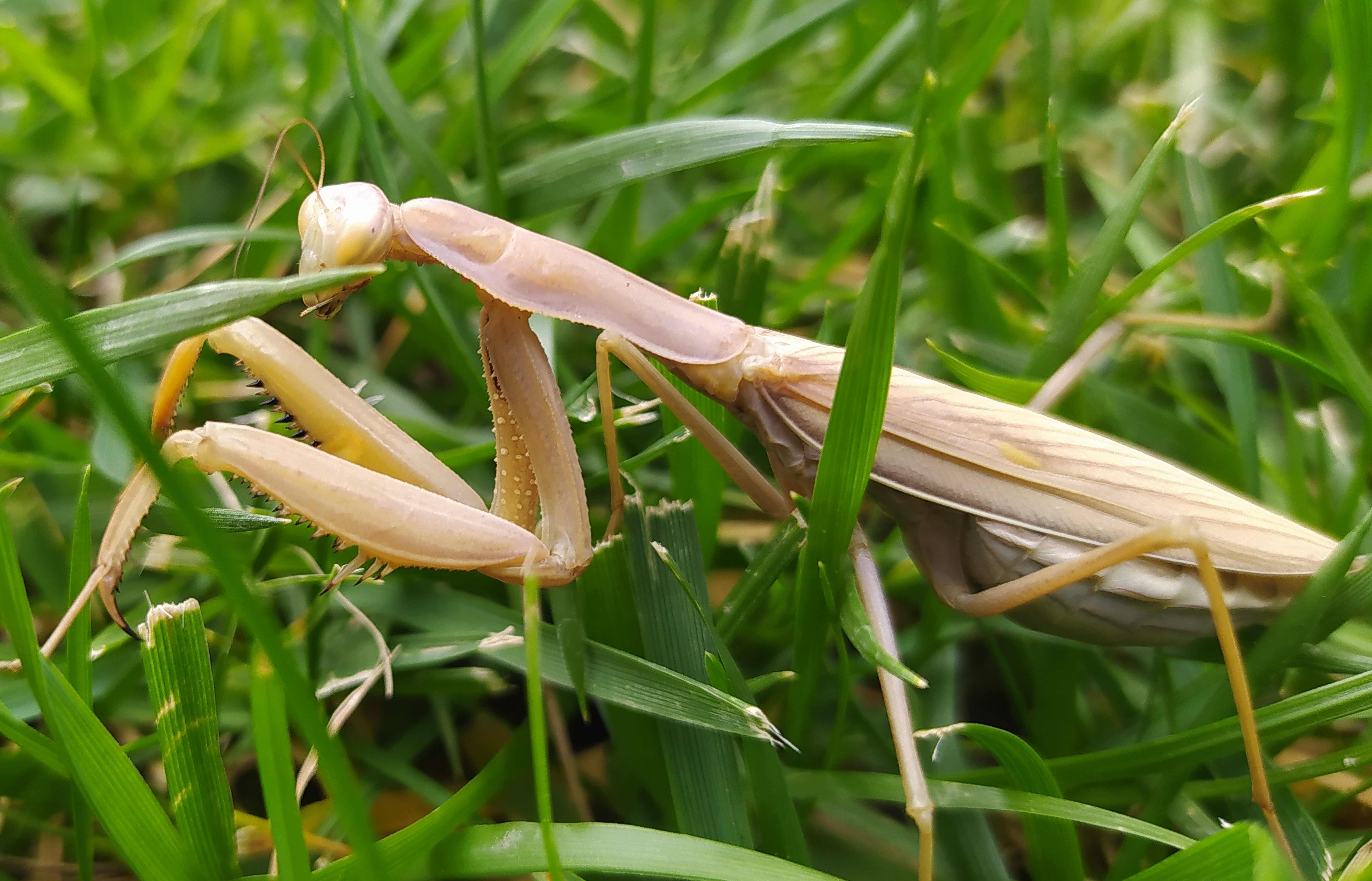
Hembra de 12 cm. (El Escorial, España)

Mantis es un género cosmopolita de insectos mantodeos de la familia Mantidae que incluye la mantis religiosa, uno de los mantodeos más conocidos y frecuentes de Europa. La mantis es un insecto depredador fuerte, pero no es venenoso. La mantis religiosa puede llegar a cazar ratones, lagartijas, mariposas, pinzones cebras, ranas y serpientes de coral, mientras que sus presas más habituales son las moscas, arañas, saltamontes, grillos y avispas entre otros insectos y animales que viven en pantanos y chatas.[cita requerida] Tras el apareamiento, la hembra, de mayor tamaño, en algunas ocasiones se come al macho.

## Especies
Tiene descritas 15 especies:
- Mantis beieri Roy, 1999
- Mantis callifera Wood-Mason, 1882
- Mantis carinata Cosmovici, 1888
- Mantis dilaticollis Gistel, 1856
- Mantis emortualis Saussure, 1869
- Mantis griveaudi Paulian, 1958
- Mantis indica Mukherjee, 1995
- Mantis insignis Beier, 1954
- Mantis macroalata Lindt, 1973
  - Mantis macroalata fronticus Lindt, 1990
  - Mantis macroalata humilis Lindt, 1990
  - Mantis macroalata latiscutula Lindt, 1990
  - Mantis macroalata longidorsa Lindt, 1990
  - Mantis macroalata macroalata Lindt, 1973
- Mantis macrocephala Lindt, 1974
  - Mantis macrocephala brevidorsa Lindt, 1976
  - Mantis macrocephala cama Lindt, 1976
  - Mantis macrocephala macrocephala Lindt, 1974
  - Mantis macrocephala polyphaga Lindt, 1976
  - Mantis macrocephala scanda Lindt, 1976
- Mantis octospilota Westwood, 1889
- Mantis pia Serville, 1839
- Mantis religiosa (Linnaeus, 1758)
  - Mantis religiosa beybienkoi Bazyluk, 1960
  - Mantis religiosa caucasica Lindt, 1974
  - Mantis religiosa eichleri Bazyluk, 1960
  - Mantis religiosa inornata Werner, 1930
  - Mantis religiosa langoalata Lindt, 1974
  - Mantis religiosa latinota Lindt, 1974
  - Mantis religiosa macedonica Karaman, 1961
  - Mantis religiosa major Gerstaecker, 1873
  - Mantis religiosa polonica Bazyluk, 1960
  - Mantis religiosa religiosa (Linnaeus, 1758)
  - Mantis religiosa siedleckii Bazyluk, 1960
  - Mantis religiosa sinica Bazyluk, 1960
- Mantis splendida de Haan, 1842
- Mantis tricolor Linnaeus, 1767 (sinónimos: M. cubitata Goeze, 1778; M. ocellata Olivier, 1792; M. subfoliata Stoll, 1813)

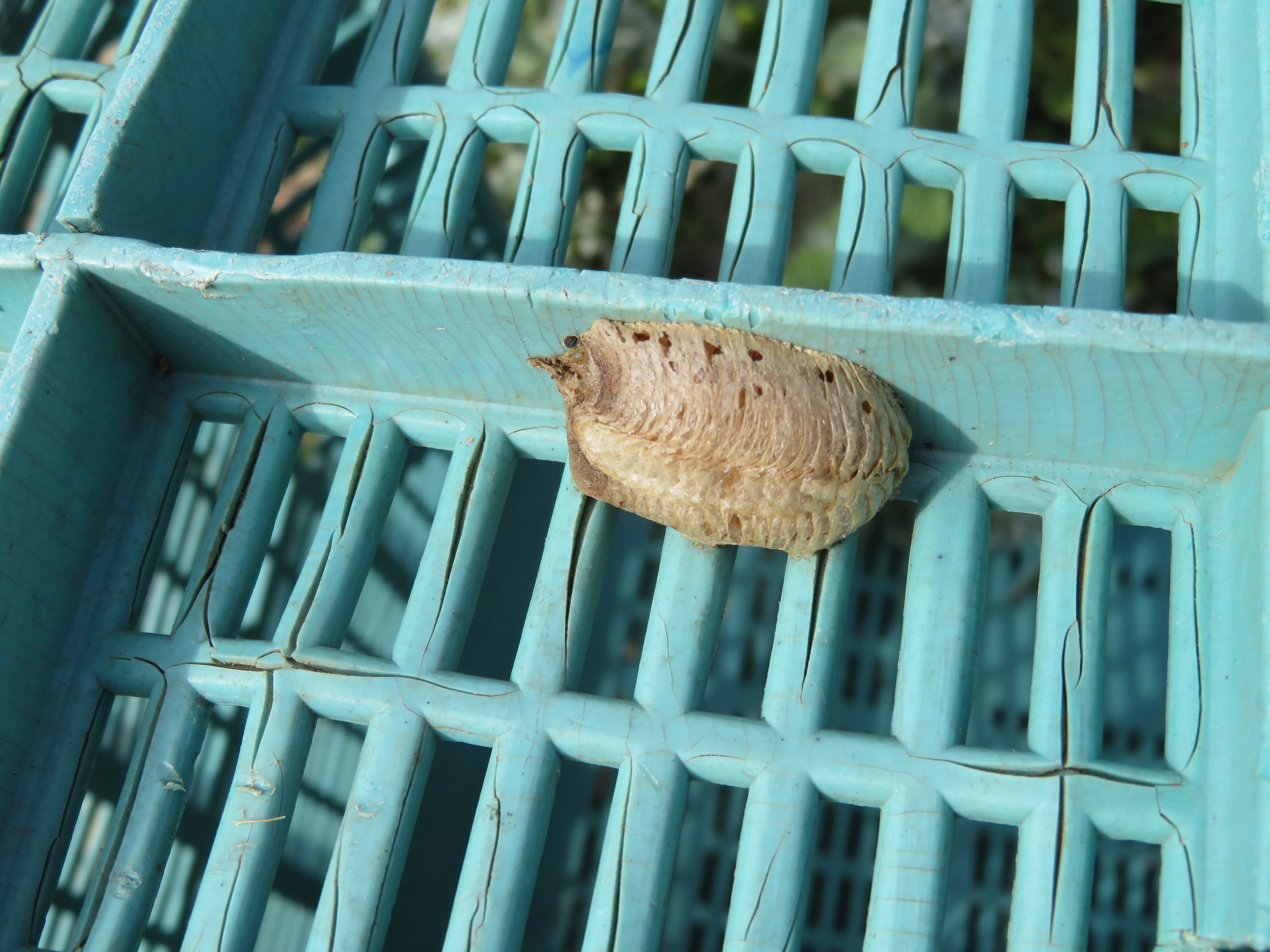
Nido de Mantis